# 116
Năm 116 là một năm trong lịch Julius. 